# Din Mehmeti
Pour les articles homonymes, voir Mehmeti.
Din Mehmeti (1929-2010) est un poète de langue albanaise. Il vivait à Gjakova (Kosovo).

## Biographie
Il est né le 7 mai 1929 à Gjoçaj (municipalité de Junik) dans la province du Kosovo actuellement devenue la république du Kosovo mais qui faisait à l'époque partie du royaume de Yougoslavie.
Il fait des études de lettres à Belgrade où il découvre les poètes européens.
Il est mort le 12 novembre 2010 à Gjakova au Kosovo.

## Œuvres
- As në tokë as në qiell (Ni sur terre ni au ciel), Pristina, 1988
- Lumturia është mashtrim (Le bonheur est une arnaque), Pristina, 1999
- Mos vdis kur vdiset (Ne meurs pas quand on meurt), Pristina, 2001
- Antologji personale (Anthologie personnelle), Tirana, 2004  (ISBN 99927-977-4-6)
- Zjarri i këngës (Le feu du chant), Toena, Tirana, 2007  (ISBN 978 99943-1-301-3)

## Œuvre traduite en français
- Il est temps  (Erdhi koha) choix et traduction d'Elisabeth Chabuel, Buchet Chastel, Paris, 2006  (ISBN 2-283-02205-3)

## Ouvrage sur Din Mehmeti
- Të jesh poet... Dialog me Din Mehmetin Besim Muhadri, Gjakova, 2006  (ISBN 9951-8572-2-1)

## Citation
- À répéter ton nom, j'en ai fait un oiseau[1]